# Vadim Sjersjenevitsj

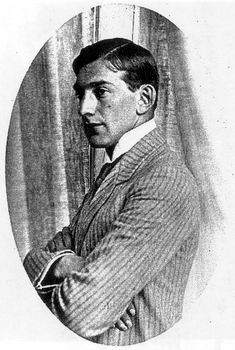
Vadim Sjersjenevitsj in 1920

Vadim Gabrielevitsj Sjersjenevitsj (Russisch: Вадим Габриэлевич Шершеневич) (Kazan, 25 januari 1893 – Barnaoel, 18 maart 1942) was een Russisch schrijver en dichter. 

## Leven
Sjersjenevitsj was de zoon van een Poolse jurist en politicus en een operazangeres. Op zijn negende verhuisde het gezin van Kazan naar Moskou, waar hij later rechten en wiskunde studeerde aan de universiteit.
Sjersjenevitsj begon op zijn twintigste met het schrijven van poëzie, aanvankelijk sterk onder invloed van het symbolisme (Konstantin Balmont, Aleksandr Blok). Korte tijd later sloot hij zich aan de bij futuristen. Hij richtte een aparte futuristische groep op rond uitgeverij ‘Entresol van de poëzie’, die zich minder sterk afzette tegen de traditionele literatuur dan bijvoorbeeld de ego-futuristen van Igor Severjanin. In de periode 1913-1914 publiceerde hij twee dichtbundels, werkte mee aan diverse almanakken en vertaalde het werk van Filippo Marinetti in het Russisch. Ook schreef hij een spraakmakend manifest onder de titel Verklaring van het futuristische theater (1914), waarin hij het woord in het theater boven de handeling stelde.
In de periode na 1914 begon Sjersjenevitsj met het ontwikkelen van zijn eerste ideeën over wat later het imaginisme zou worden en schreef zijn bekende bundel Automobiele vooruitgang. Na de Russische Revolutie doceerde hij poëzie aan de arbeiderskunstschool 'Proletkoelt', maakte ROSTA-posters met Vladimir Majakovski en was korte tijd voorzitter van de al-Russische Unie van Dichters. Eind 1918 raakte Sjersjenevitsj nauw bevriend met Sergej Jesenin en Anatoli Marienhof. Samen stichtten ze de ´imaginistische school´. Als imaginisten verwierpen ze het futurisme en het symbolisme en aanvaardden alleen het beeld als poëtisch fundament. De inhoud was onbelangrijk. Zijn werken in de periode 1918-1920 zijn exemplarisch voor deze periode. 
In de jaren tussen 1920 en 1926 publiceerde Sjersjenevitsj nog een aantal bundels in dezelfde stijl, maar het 'heilige vuur' geraakte er een beetje vanaf. Als het beste werk uit die periode worden tegenwoordig zijn herinneringen aan zijn literaire vrienden beschouwd. In de late jaren twintig schreef Sjersjenevitsj vooral voor het theater. Later zou hij directeur worden van diverse theaters in Moskou en daarbuiten. Sjersjenevitsj stierf in 1942 aan tuberculose.

## Werken
- Lentedooi (Весенние проталинки) (c. 1911)
- Carmina (1913)
- Extravagante Flakones (1913)
- Romantisch poeder (1913)
- Automobiele vooruitgang (Автомобилья поступь) (1916)
- Crematorium. Het gedicht van de imaginist (1919)
- Paard als een paard (Лошадь как лошадь) (1920)
- Theorie van het vrije vers (Notities over poëtische techniek) (1920).
- 2х2=5 (1920)
- Samenwerking van vrolijkheid (1921)
- Aan degenen die ik handen druk (1921)
- Rode alcohol (Krasni Alkogol') (1922) met Matvej Rojzman.
- Zo, de samenvatting (1926)
- Kinopetsjat: Igor Iliniski (1926)

- Als Moskou lacht (Devoesjka s korobkoj) (1927) Theater
- Een kus van Mary Pickford (Potseloej Meri Pikford) (1927) Theater
- Het huis in Troebnaja (Dom na Troebnoj) (1928) Theater